# 교육그룹 더필드
교육그룹 더필드는 2003년에 설립된 극기훈련 전문기업 해병대 전략캠프가 모기업이다. 자연과 함께하는 심신단련과 자기주도 학습을 접목한 아웃도어 행동훈련 교육을 개발해 초중고 학교의 수련활동과 대학생, 기업체의 직원교육을 진행하고 있다. 한양대학교 교육공학과 유영만 교수는 "Insight가 바뀌려면 Outsight가 바뀌어야 합니다. 지금 여기를 떠나 다른 세상에 도전해보는 체험적 자극, 지금의 인간관계를 벗어나는 다른 관계 속에서 받는 인간적 자극, 남다른 지적 자극이 바뀌어야 내가 체인지(Change)된다."고 밝혔다.
더필드는 해병대와 특전사 등 특수부대 출신 예비역들이 지난 2003년 7월부터 운영하고 있는 해병대 캠프 행동훈련 전문업체이다. 인천 실미도, 경기도 가평, 양평, 파주, 안산 등 5곳에 훈련장을 운영하고 있으며,전국 각 연수원에 출장교육도 진행한다. 주요 캠프 참가자들은 기업체의 신입사원 기업연수와 임직원들의 팀워크와 정신력을 다지기 위해 20∼100명 단위로 1박 2일에서 4박 5일 일정으로 입소한다. 2017년 5월 기준으로 320여 기업체 3만 5,000 여명의 임직원들이 다녀갔다.
식약처, 국회사무처, 한국전력기술, 한국수력원자력, 대한지적공사, 도로교통공단, 코레일 등 국내 공기업과 삼성물산, BBQ, SKC, SK텔레시스, 세이브존, KCC건설, 금호아시아나 등 대기업의 아웃도어 직원교육을 수행했다. 2014년 4월에는 '대한민국 국민브랜드 대상' 국회정보위원장상을 수상했다.
이 단체의 대표는 해병대 출신인 이희선이다. 이 대표는 나비미디어그룹 대표, 한국스타강사연합회, 아하취업아카데미 원장으로 재직중이다.